# Distretto di Pong
Il distretto di Pong (in thailandese: ปง) è un distretto (amphoe) della Thailandia, situato nella provincia di Phayao.